# Кудрявцев, Геннадий Александрович
Геннадий Александрович Кудрявцев (17 января 1916, Пермь — 1990, Новосибирск) — советский театральный деятель, актёр, главный режиссёр Новосибирского областного театра кукол (1952—1973), заслуженный деятель искусств РСФСР (1967).

## Биография
Родился 17 января 1916 года в Перми.
В кукольном театре с 1935 года. До 1945 года был главным образом актёром и лишь иногда занимался режиссурой.
К 1948 году прошёл курсы усовершенствования режиссёров при ГИТИС, после которых трудился режиссёром в кишинёвском театре кукол.
В 1949 году удостоен ордена «Знак Почёта» за достижения в области искусства.
В 1965 году для увеличения числа спектаклей и обслуживания районов Новосибирской области сформировал в театре молодёжную актёрскую группу. 
На завершающем этапе творческой карьеры работал в Новосибирском театральном училище (отделение «Актёр театра кукол»).
Умер в 1990 году в Новосибирске. Похоронен на Клещихинском кладбище (квартал 72ст).

## Творчество
Работа Кудрявцева с кукольными персонажами разного типа помогало артистам уверенно пользоваться потенциалом синтетического театра.
Его спектакли «Иван-царевич и Серый волк», «Великий Волшебник», «Сэмбо», «Аладдин и волшебная лампа», «Буратино» неоднократно получали высокие оценки, а творческому коллективу новосибирского кукольного театра присуждались дипломы I и II степени Всесоюзного фестиваля театров кукол (1957), диплом смотра детских театров РФ (1962).
Помимо детских представлений поставил спектакль «Чёрная мельница», который был рассчитан на взрослую аудиторию.
В 1957 году мастерски сыграл Короля в спектакле «Буратино».
Кудрявцев был также художником-скульптором.